# Hulda Clark
Hulda Regehr Clark, född 18 oktober 1928, död 3 september 2009, var en utövare av alternativ medicin. Hon hävdade att alla mänskliga sjukdomar hade koppling till parasitinfektioner och påstod även att alla sjukdomar, inkl cancer, kan botas genom att förstöra parasiterna med elektrisk ström. Hon utvecklade apparaten Zapper som skapade en ström med samma frekvens som skulle ha utgått från parasiterna varvid parasiterna skulle försvinna.
Efter juridiska problem i USA flyttade hon till Mexiko där hon drev en klinik som tillämpade hennes metoder. Clark avled 2009 av cancer, dvs den sjukdom som hon menade att hennes behandling skulle bota.
Clarks frekvensterapi utförs av ett 40-tal företag i Sverige. enligt en kartläggning av Sveriges Radio:
"Svensk lag förbjuder andra än hälso- och sjukvårdspersonal att behandla människor med svåra sjukdomar som cancer. Trots det erbjuder så kallade frekvensterapeuter behandling till cancerpatienter med löfte om att de ska bota själva grundorsaken till cancern. Dagens program granskar en rörelse som föddes i USA på 90-talet och som utger sig för att kunna behandla alla sjukdomar genom att sända svaga elektroniska impulser genom kroppen. Behandlingen, som helt saknar vetenskaplig grund, kallas frekvensterapi och utövarna menar att alla sjukdomar beror på parasiter, mögel och virus som man kan ta död på med en särskild frekvensmaskin."